# Blauw Bloed (televisieprogramma)
Blauw Bloed is een televisieprogramma over vorstenhuizen van de Evangelische Omroep (EO), dat tussen 2004 en 2021 gepresenteerd werd door Jeroen Snel en tegenwoordig op zaterdagavond wordt uitgezonden op NPO1. De naam van het programma komt van de uitdrukking blauw bloed om adel mee aan te duiden.

## Inhoud
Het zwaartepunt ligt op het Nederlandse koningshuis; van veel activiteiten van de Oranjes doet Blauw Bloed verslag. Bij staatsbezoeken maakt een cameraploeg van dit programma een vast onderdeel uit van de meereizende pers. Ook van andere monarchieën wordt in Blauw Bloed verslag gedaan.
Regelmatig worden leden van de koninklijke familie door Blauw Bloed (soms exclusief) geïnterviewd. Voorbeelden daarvan zijn prinses Irene en prinses Margarita, prof. mr. Pieter van Vollenhoven en prinses Laurentien.
Blauw Bloed besteedt ook aandacht aan onderwerpen en personen die aan vorsten en koninklijke hoogheden (royals) gerelateerd zijn, vaak in een historische context. Een voorbeeld in deze categorie is een interview met Piet van den Hoek, drager van de Militaire Willems-Orde, enkele maanden voor zijn overlijden.
In januari 2022 ging Blauw Bloed verder on demand met verschillende series en werd de tv-uitzending verplaatst naar NPO 1 op vrijdagmiddag om 16.35 uur. Snel wordt in deze nieuwe opzet eindredacteur. In de uitzendingen werd gebruik gemaakt van een voice-over in plaats van een presentator. Deze stem is van NPO Radio 2 presentatrice Martine ten Klooster. Voor een speciale uitzending over het 20-jarig huwelijk van koning Willem-Alexander en koningin Máxima presenteerde Anne-Mar Zwart in februari 2022 aanvankelijk eenmalig het programma. Sinds januari 2023 wordt het door Zwart wekelijks op zaterdagavond gepresenteerd met Snel als vaste deskundige.